# Стандартний стан
Станда́ртний стан — сукупність термодинамічних умов, які застосовуються для оцінки термодинамічних величин.
Стандартний стан розрізняють залежно від станів речовин:
- для чистих газів стандартний стан (умовний) описується стандартним тиском 105 Па. До 1982 року використовувалося значення 1 атм (101,3 кПа);
- для чистої фази, суміші, рідкого або твердого розчинника — стандартним тиском;
- для розчиненої речовини — стандартною моляльністю 1 моль/кг, стандартним тиском або стандартною концентрацією 1 моль/дм³ та за умов, що розчин є нескінченно розведеним.

На відміну від поняття «нормальні умови», вимоги до температури не входять до визначення стандартного стану, однак нерідко застосовується стандартна температура, що дорівнює 25 °C (298,15 °K).